# Mačeta
Mačeta je dugački nož širokog lista, dužine sječiva od 30 do 65 cm.
Širom svijeta je rasprostranjena kao ručni poljoprivredni alat i priručno oružje, a služi za sječenje trave (trske) i tanjeg raslinja. S obzirom na to da je namijenjena za učestale udarce izrađuje se uglavnom od ugljičnog čelika, oznake po AISI-u 1045 do 1095 koji je elastičan i prilično lako se brusi, iako podložan koroziji. Kako se izrađuje iskucavanjem iz materijala, oštrica nema osnovnu kosinu - kao sjekira npr., te nije pogodna za zahtjevnije sječenje. Jeftin i dostupan alat često je zloupotrebljavan za krvave obračne kao u Ruandi ili Južnoj Americi. Standardni dio opreme mnogih vojski, osobito u tropima.